# Collonista amakusaensis
Collonista amakusaensis là một loài ốc biển, là động vật thân mềm chân bụng sống ở biển thuộc họ Colloniidae.